# Hans De Meester
Hans De Meester (Aalst, 7 d'agost de 1970) va ser un ciclista belga que fou professional entre 1993 i 2002.

## Palmarès
- 1994
  - 1r al Gran Premi d'Affligem
- 1995
  - Vencedor d'una etapa a la Volta a Baviera
- 1996
  - 1r a Le Samyn
- 1997
  - 1r a la Gullegem Koerse
- 1998
  - 1r al Premi d'Armor
  - Vencedor d'una etapa a l'OZ Wielerweekend
- 2003
  - 1r al Gran Premi d'Affligem
  - 1r l'Internationale Wielertrofee Jong Maar Moedig
  - 1r a la Fletxa dels ports flamencs